# Idrees Sulieman
Idrees Dawud ibn Sulieman, eigentlich Leonard Graham (* 27. August 1923 in Saint Petersburg, Florida; † 23. Juli 2002 in Saint Petersburg, Florida) war ein US-amerikanischer Jazztrompeter und Flügelhornist. Seinen Namen änderte er nach der Konversion zum Islam.
Seinen Nachruhm verdankt der Bebop-Veteran Idrees Sulieman der Mitwirkung an der ersten Blue-Note-Records-Session von Thelonious Monk 1947.

## Leben und Wirken
Sulieman studierte am Bostoner Konservatorium und arbeitete zunächst mit lokalen Orchestern, später in den Bands von Mercer Ellington, Cab Calloway, Earl Hines (1943/44), Count Basie, Lionel Hampton, Erskine Hawkins, Dizzy Gillespie und Illinois Jacquet. 1956 war er Mitglied in der amerikanischen Jazzgruppe von Friedrich Gulda; 1958/59 spielte er mit Randy Weston. Seitdem arbeitete er außerhalb der USA, in Casablanca, Paris, ab 1961 in Schweden (wo er auf Tour mit dem Pianisten Oscar Dennard war) und ab 1964 schließlich in Kopenhagen. In dieser Zeit nahm er Platten mit Gene Ammons, Teddy Charles, Coleman Hawkins, Ella Fitzgerald, André Hodeir, Thelonious Monk, Mal Waldron, Louis Jordan, Red Mitchell und der Clarke-Boland Big Band auf. In letzterer war er von Mitte der 1960er Jahre bis 1973. Außerdem spielte er häufig in Radio-Bigbands.

## Diskografie (Auswahl)
Als Leader
- Coolin’ (New Jazz, 1957)
- Now Is the Time (SteepleChase, 1976) mit Cedar Walton, Sam Jones, Billy Higgins
- Bird’s Gras (SteepleChase, 1976) mit Horace Parlan, Niels-Henning Ørsted Pedersen, Kenny Clarke
- Groovin’ (SteepleChase, 1985) mit Horace Parlan

Als Sideman
- Thelonious Monk: Genius of Modern Music, Vol. 1 (Blue Note, 1947–1948)
- Lester Young: Masters of Jazz (Storyville, 1951–1956)
- Clifford Brown: Memorial (Blue Note, 1953)
- Max Roach: The Max Roach Quartet, Featuring Hank Mobley (Debut Records, 1953)
- Mal Waldron: Mal – 1 (Prestige, 1956)
- Tommy Flanagan: The Cats (New Jazz, 1957) mit John Coltrane und Kenny Burrell
- Coleman Hawkins: The Hawk Flies High (Riverside, 1957)
- Bobby Jaspar Bobby Jaspar (Riverside, 1957)
- Eric Dolphy: Stockholm Sessions (Enja, 1961)
- Horace Parlan: Arrival (SteepleChase, 1973)
- Dexter Gordon: More Than You Know (SteepleChase, 1975)
- Thad Jones: Live at the Montmarte: A Good Time Was Had by All (Storyville, 1978)
- Miles Davis: Aura (Columbia Records, 1985)
- Randy Weston: The Spirits of Our Ancestors (Verve, 1991)
- Joe Henderson: Big Band (Verve, 1992–1996)
- Bill Evans: Treasures: Solo, Trio and Orchestra Recordings from Denmark (1965–1969) (Elemental Music, 2023)

## Lexikalischer Eintrag
- Martin Kunzler: Jazz-Lexikon. Rowohlt,  Reinbek 1988.
- Bielefelder Katalog Jazz, 2001.
- Richard Cook, Brian Morton: The Penguin Guide of Jazz on CD. 6. Auflage. Penguin, London 2002, ISBN 0-14-051521-6.